# Hasán ibn Alí

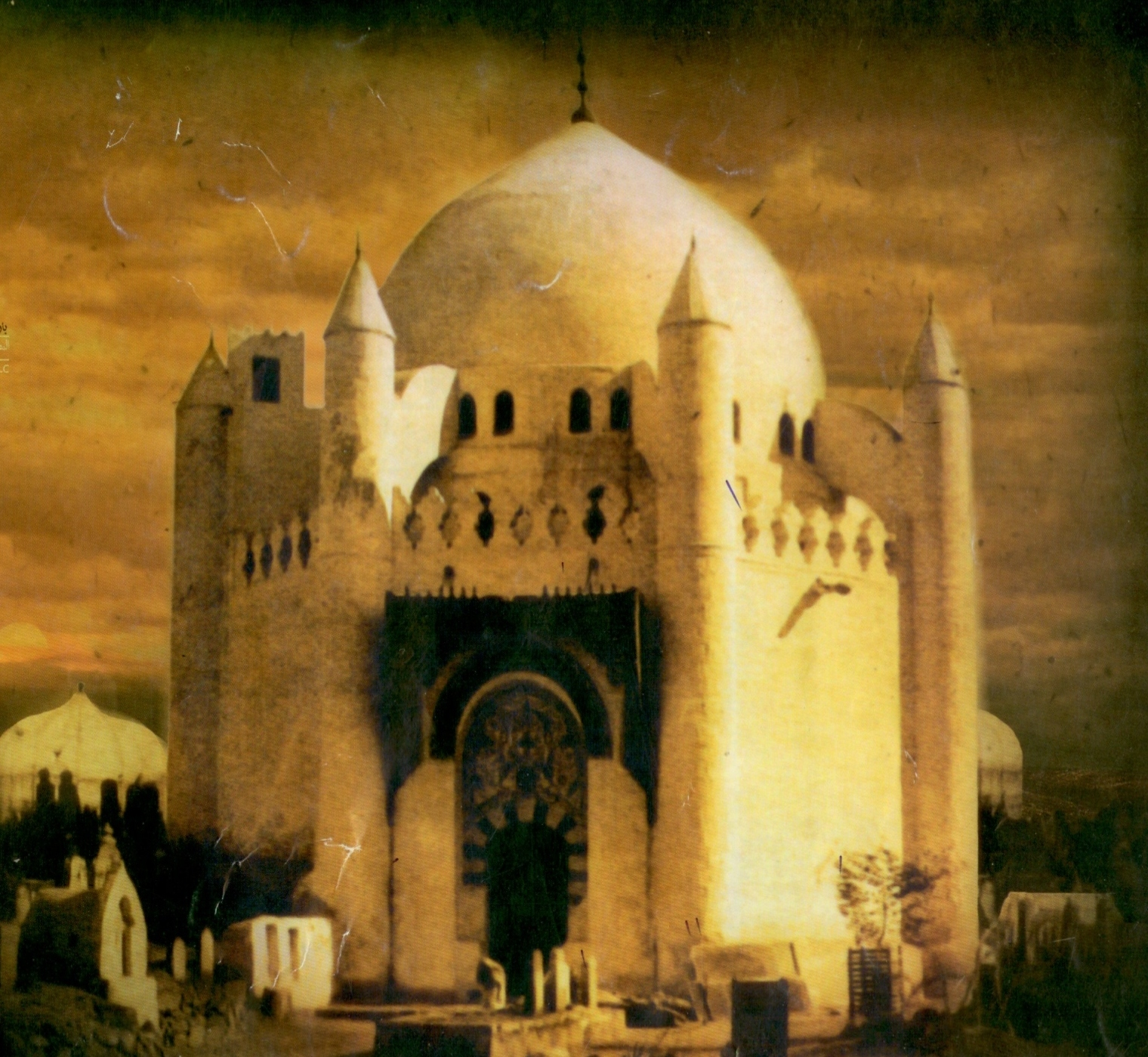
Santuario de Imán Hasan antes de ser destruido en 1925, Medina, Yánnat al-Baquí.

Hasan ibn Ali ibn Abi Tálib (en árabe: الحسن بن علي بن أبي طالب‎, romanizado: al-Ḥasan ibn ʿAlī ibn Abī Ṭālib) (15 de Ramadán de 3 DH / 29 de febrero de 625 DC - 7 o 28 de Safar 50 DH / 5 o 26 de marzo de 670 DC) fue un líder religioso y político alide. Hasan fue el hijo mayor de Ali ibn Abi Tálib y Fátima al-Zahra y nieto de Mahoma, el Profeta del Islam. Los chiitas se refieren a él como el segundo imán, sucediendo a Ali y precediendo a su hermano Husáin. Para los imamíes e ismailíes es además el abuelo materno del quinto imán, al-Báqir. Su apodo (kunya) era Abu Muhammad. Como nieto del Profeta, Hasan es considerado un miembro de Ahl al-Bayt y 'Al-Kasa' (la «gente del manto»), y participó en el evento de la mubahala. Desde el punto de vista de algunos sunitas como Ibn Kazir e Ibn Hayar, se le considera el quinto y último califa de los califas ortodoxos. Además, fue famoso por su generosidad y cuidado de los pobres, amabilidad, inteligencia y valentía.
Los primeros siete años de la vida de Hasan coincidieron con la vida de su abuelo Mahoma. Hay hadices que muestran el afecto de Mahoma hacia Hasan y su hermano, Husáin; Por ejemplo: «Hasan y Husáin son los señores de los jóvenes del paraíso». El evento más importante de su infancia ocurrió durante el evento de la Mubahala y ser llamado por la palabra «Abna'una» en el verso del Corán. Durante el califato de su padre, Ali ibn Abi Tálib, Hasan siguió a su padre acompañándolo en las guerras. Los autores chiitas y sunitas se han referido a Hasan en la explicación de algunos versos del Corán, como el verso de al-It'am (la alimentación), el verso de al-Tathir (la purificación) y el verso de al-Mawadda (el amor).
Después de la muerte de Ali ibn Abi Tálib, un gran número de los kufanos juraron lealtad a Hasan como el califa y sucesor legítimo de Mahoma. Hasan escribió una carta al Mu'awiya y lo convocó para que lo siguiera, pero Mu'awiya no lo aceptó y después de unos meses, atacó a Irak con un ejército. En este corto tiempo, Hasan no logró reunir un gran ejército e incluso algunos de sus comandantes, entre ellos Ubaidulla ibn Abbas, se unieron a Mu'awiya con sobornos. Hasan, que estaba en Mada'in, fue atacado por un grupo de sus enemigos y resultó herido. De esta manera seis meses después de su gobierno, fue obligado a hacer las paces con Mu'awiya y el califato fue transferido a él.
Hay una gran discrepancia entre los historiadores y teólogos acerca de las razones y condiciones de la paz. Después de la paz y la renuncia al califato, Hasan regresó a Medina, viajando de Hiyaz a Siria. La violación del acuerdo por parte de Mu'awiya hizo que Hasan le criticara.
Según la mayoría de los historiadores, Hasan murió en el 28 de Safar de 50 DH. Aunque Hasan quería ser enterrado junto a su abuelo Mahoma, debido a la objeción de Aisha, fue enterrado en el cementerio de al-Baquí. Según Wilfred Madelung, la mayoría de las fuentes antiguas atribuyen la muerte de Hasan al envenenamiento y el asesinato a su esposa, Yu'da. Algunas fuentes, sobre todo las de los chiitas, han mencionado a Mu'awiya como el su principal factor del asesinato.
Según las creencias de los Mu'tazilitas y los chiitas, no se reconoció a Mu'awiya como Imán y Hasan ibn Ali permaneció en su posición del Imamato incluso después del acuerdo de la paz. Al contrario, otros grupos sunitas que reconocieron el califato de Mu'awiya, considerando el acuerdo de paz entre Hasan ibn Ali y Mu'awiya como su renuncia al Imamato.
Los chiitas creen en que el Imamato de Hasan ibn Ali fue anunciado por el Profeta del Islam y Ali ibn Abi Tálib, y que su renuncia al cargo político no significó que no fuera un Imán y por tanto era necesario obedecerlo hasta el fin de su vida. También creen en que el Imanato no se transfiere a otra persona mediante el juramento de lealtad o la renuncia voluntaria, como lo que cree el teólogo ismailita, Gazi Nu'man.

## Trasfondo histórico
Muhammad (Mahoma), el Profeta del islam, estableció el gobierno islámico mediante la creación de un vínculo de hermandad entre la gente de Medina en el primer año de Hijra/622 DC. Con la muerte de Mahoma en el año 11 DH/632 DC, hubo una disputa sobre el liderazgo de la comunidad (la Ummah). Mientras Ali, junto con un grupo de Banu Hashim y un grupo de compañeros de Mahoma, lo estaban enterrando, otro grupo de sus compañeros discutía, eligiendo el sucesor de Mahoma, como resultado de lo cual Abu Bakr fue elegido como su sucesor y fue nombrado «Califa» (El sucesor del profeta del islam).
Los seguidores de Ali (que con el tiempo serían llamados chiitas) creían en que había sido designado como sucesor por el propio Mahoma y que la posición de califato era su derecho. De esta manera, surgió la institución del califato, que no tiene equivalente fuera del mundo islámico. El califa tenía la dignidad de liderazgo y el derecho a elegir gobernantes. El nombramiento del califa era un tipo de contrato que creaba obligaciones mutuas entre el califa y la gente. Los líderes de este gobierno, que se conocen como los califas ortodoxos (o «bien guiados»), son Abu Bakr (período de reinado: 11-13 DH /632-634 DC), Umar ibn Jattab (período de reinado: 13-23 DH/634-644 DC), Uzmán ibn Affan (período de reinado: 23-35 DH/644-656 DC) y Ali ibn Abi Tálib (período de reinado: 35-40 DH/656-661 DC).
En su lecho de muerte, Umar nombró un consejo para elegir al próximo califa en el que finalmente, se anunció la decisión a favor de Uzmán. En este momento, Ali enfatizó su superioridad a los demás para tomar el poder, pero debido a que el pueblo favorecía a Uzmán, fue obligado a hacer un pacto con él. Según Wilfred Madelung, Uzmán concedió demasiados privilegios a los omeyas, que eran su familia. Este y otros temas provocaron la ira de la gente en distintas regiones del territorio islámico en el año 31 DH/651 DC y llevaron al primer período de guerras civiles de la comunidad islámica desde el 35 hasta el 41 DH/ 656-661 DC. Estas guerras comenzaron con la rebelión contra Uzmán y su muerte, y terminaron seis meses después de la muerte de Ali mediante del trato de la paz entre Hasan y Mu'awiya.
Ali se enfrentó a dos grupos diferentes de oponentes: un grupo liderado por Aisha, Talha y Zubair en La Meca que querían celebrar un consejo para nombrar el califa y otro grupo encabezado por Mu'awiya en Siria que quería vengar el asesinato de Uzmán.
Cuatro meses después del inicio del califato, Ali derrotó al primer grupo en la batalla de Yamal, pero la batalla con el segundo grupo se acabó sin resultado en términos militares y condujo al evento del arbitraje terminado políticamente en contra de Ali. Luego, en el año 38 DH, una parte del ejército de Ali, llamado los jariyitas, considerando su aceptación del arbitraje como una herejía, se rebeló contra él, pero Ali los derrotó en la batalla de Nahrawan.
Por fin, Ali fue asesinado en la mezquita de Kufa por la espada de uno de los jariyitas llamado Abd al-Rahman Ibn Mulyam al-Muradi y fue enterrado fuera de Kufa. En el año 41 DH/661 DC, Mu'awiya conquistó el territorio islámico y convirtió su gobierno en el califato omeya. Él y sus sucesores presionaron fuertemente sobre la familia de Ali y sus seguidores.

## Padres
El padre de Hasan era Ali ibn Abi Tálib, primo de Mahoma, y su madre era Fátima al-Zahra, la hija de Mahoma. Sus padres eran de la familia Banu Hashim y de la tribu Quraysh. Banu Hashim era una de las familias nobles y prominentes de La Meca. Poco después de la migración de Mahoma de La Meca a Medina, le dijo a Ali que Dios le había ordenado que casara a su hija, Fátima al-Zahra, con él. Según Wilfred Madelung, la familia formada por el matrimonio era repetidamente elogiada por Mahoma y era mencionada como Ahl al-Bayt en eventos como la Mubahala y el hadiz de al-Kasá. También en el corán, Ahl al-Bayt ha sido mencionada con grandeza en muchos casos, como el verso de al-Tathír.

## Nombre y títulos
Su nombre es «Hasan» que significa «la bondad». Según Ibn Babawayh, un erudito chiita, Ali dijo que no daría nombres antes del Profeta del Islam, por lo que el Profeta lo llamó Hasan. En algunos hadices, el nombramiento de Hasan se conoce como una inspiración divina y también se dice que los nombres «Hasan» y «Husáin» son celestiales y no existían entre los árabes antes del islam.
Según todas las fuentes islámicas, su Kunya era «Abu Muhammad». Los títulos que el Profeta usaba para Hasan y Husáin, como «Hasanayn» (dos hasanes), «Shabbar y Shubayr», «los Señores de los jóvenes del paraíso», «al-Sibtan» (dos nietos del Profeta del Islam) y «al-Rayhánatan» (dos flores fragantes), indican una relación profunda entre Hasan y Husáin 
Además de los títulos comunes, Hasan tenía nombres y apodos especiales, como «Al-Sibt al-Akbar» (el mayor nieto del Profeta del Islam), «Al-Sibt Al-Awwal» (el primer nieto del Profeta del Islam), «Sibt al-Nabi» (nieto del Profeta del Islam) y «Rayhana al-Nabi» (la flor fragante del Profeta del Islam). «Al-Muytaba» que significa elegido es otro título famoso que le puso el Profeta del islam.

## Nacimiento e infancia
Según fuentes islámicas, Hasan al-Moytaba nació en Medina en el 15 de Ramadán del tercer año de la Hégira coincido con el 29 de febrero de 625 DC. Después de enterarse de su nacimiento, el Profeta del Islam entró en la casa de Fátima y prenunció el adhan en las orejas de Hasan y sacrificó una oveja siete días después de su nacimiento.
Fátima al-Zahra afeitó los pelos de su hijo cuando nació y dio limosna a los pobres según el peso de su pelo. Según la Enciclopedia del Islam, a pesar de que Hasan estaba con su abuelo sólo hasta los siete años, recordó algunas de sus palabras y acciones, como las oraciones que le enseñó el Profeta del Islam.
Según las narraciónes, Hasan al-Muytaba era la persona más parecida al Profeta del Islam en términos de la cara. La mayoría de las narraciónes, incluso en los libros sunitas, muestran el amor del Profeta del Islam por su nieto, y se han narrado historias al respecto.
El Profeta cabalgaba a Hasan sobre su espalda y lo colocaba sobre sus rodillas y le besaba. Según otra narración, un día mientras el profeta del Islam estaba expresando un discurso, Hasan y Husáin entraron en la mezquita y el profeta bajó del minbar y los abrazó.
Uno de los eventos más importantes que demuestra el alto posición de Hasan se trata del momento en el que el Profeta llevó a Ali, Fátima, Hasan y Husáin bajo su capa y los llamó Ahl al-Bayt, diciendo que ellos están limpios de cualquier pecado y contaminación y este evento se conoce como hadiz de al-Kasa'.

### El evento de al-Mubahala
Uno de los eventos políticos relacionados con la infancia de Hasan al-Muytaba era el incidente de al-Mubahala, ocurrido en el sexto año de la Hégira, en el que estalló un debate entre los cristianos de la región Nayran y el Profeta del Islam, y se decidió que cada grupo se reuniera en el desierto en un día determinado y maldijera un grupo a otro.
En el día prometido, el Profeta del islam entró en el desierto con Ali, Fátima, Hasan y Husáin. Al ver que su familia y parientes lo acompañaban, los cristianos tuvieron miedo de maldecir y acordaron pagar yizia.

### El pacto de Ridwan
Otro evento político de la infancia de Hasan ibn Ali fue el juramento de lealtad a Mahoma, llamado El pacto de Ridwan. Según Sheij al-Mufid, los únicos niños que juraron lealtad al profeta del Islam en este suceso eran Hasan y Husáin. Este juramento se hizo cuando Hasan tenía menos de seis años. Sin embargo, según una narración de Ya'far al-Sádiq, además de Hasan y Husáin, Abdullah ibn Ya'far y Abdullah ibn Abbas estaban entre los niños que juraron lealtad en este evento.

## Período del califato de Abu Bakr, 'Umar y 'Uzmán
Después de la muerte del Profeta del Islam, se crearon condiciones especiales en la vida de Hasan al-Muytaba, que se manifestaron en el evento de Saqifa y luego de en el de Fadak y los eventos similares.
No hay muchas narraciones sobre este período de la vida de Hasan; Pero según estas pocas narraciones, su presencia social era significativa. Por ejemplo, según fuentas chiitas, en el incidente de Fadak, Fátima al-Zahra presentó a Hasan y Husáin como testigos de la verdad de su reclama ante Abu Bakr.Durante este período, Hasan criticaba a los entonces califas, Abu Bakr y Umar y los acusó de usurpar el puesto de su padre.
Otro papel importante desempeñado por Hasan al-Muytaba era la presencia como testigo en el consejo de seis miembros para nombrar el califa después de Umar. Según Hay Manuhehri, era muy importante y muestra su posición social como uno de los Ahl al- Bayt, así como su alto carácter individual entre los emigrantes y los ayudantes.
Según algunos informes, durante el Califato de Uzmán, Hasan al-Muytaba participó en el ejército musulmán para las batallas de Tabarestán y las regiones interiores de Irán en el 30 DH/651 DC, pero hay duda en su autenticidad.
Según Ibn Esfandiar, el historiador musulmán, Hasan al-Muytaba estaba presente durante el califato de Umar, junto con Abdullah ibn Umar y un grupo de los Kufanos, en la batalla de Tabarestán. Algunos eruditos chiitas como Qarashi y Husáini han aceptado los informes y han tratado de justificarlos, pero Mortada Amili, teniendo en cuenta las diferencias sobre las conquistas de los Califas ortodoxos, ha dado razones para su inautenticidad.
Uno de los eventos más importantes de esta época era la protesta de los musulmanes contra las actividades de Uzmán como el califa. El comportamiento de Uzmán en Medina y Mu'awiya, su agente en Damasco, al dar responsabilidad a sus familias en puestos gubernamentales y darles sueldos altos y acumular dineros y no respetar las reglas islámicas, provocó una protesta pública hasta que Abu Dharr al-Ghifari, el compañero famoso del profeta del Islam, se lo opuso a Uzmán.
Según fuentes históricas, cuando Abu Dharr fue exiliado a la región de al-Rabadha, a pesar de que el gobierno le había prohibido hablar con él, Hasan al-Muytaba y su padre fueron a despedirlo, lo que provocó un discusión entre ellos y Uzmán.
Cuando la oposición a Uzmán se hizo intensa, los oponentes atacaron su casa; Por esta razón, Ali ibn Abi Tálib envió a Hasan y Husáin a la casa de Uzmán para defenderlo, y ellos, junto con otros hijos de los Compañeros, como Abdullah ibn Zubair y Abdullah ibn Umar, defendieron la casa rodeada de Uzmán.
A pedido de Uzmán, Hasan al-Muytaba dejó la espada en el último día del asedio. Según al-Baladhuri, Hasan resultó herido durante el sitio. Sin embargo, Mortada Amili duda de la autenticidad de la narración, mencionando muchos informes de que antes de cualquier ataque a su casa, Uzmán no aceptó la ayuda de Hasan desde el principio.
Según Baqir Sharif Qarashi, la historia del apoyo de Ali y sus hijos a Uzmán es creación de los omeyas, porque las figuras islámicas no apoyaban a Uzmán excepto de los omeyas y sus seguidores. Por otro lado, Mortada Aamili considera que el principio de este incidente es justificable porque el método de los oponentes de Uzmán no era defendible y lo considera la causa del surgimiento de muchos problemas en la sociedad islámica.

## Período del califato de Ali ibn Abi Tálib
Según Hay Manuchehri, el erudito chiita, después del asesinato de Uzmán, Hasan desempeñó un papel importante en el juramento de lealtad popular a su padre, Ali ibn Abi Tálib y durante el califato de su padre, siempre lo ayudaba.
Una de las responsabilidades más importantes de Hasan durante este período era la representación de su padre con un grupo de cuatro personas para sacar a Abu Musa al-Ash'ari de la gobernación de Kufa en la Batalla de Yamal. Según fuentes históricas, Ali ibn Abi Tálib colocó a Hasan en la parte derecha y a Husáin en la parte izquierda del ejército en la Batalla de Yamal. Hasan pronunció un sermón en defensa de Ali ibn Abi Tálib en respuesta al sermón de Abdullah ibn Zubayr en la Batalla de Yamal.
Una de las acciones de Hasan en la batalla de Siffín era acompañar a algunas figuras como Sulayman ibn Surad al-Juza'i que no presentaron en la batalla de Yamal y fueron condenados por Ali. En la batalla de Siffín, Mu'awiya trató de sobornar a Hasan y envió a Ubaidullah ibn Umar para sugerirle a Hasan que sacara a Ali ibn Abi Tálib del califato y se convirtiera en el califa, pero Hasan se lo negó.
Según Ibn Abd al-Barr, el historiador sunita, Hasan estaba al mando del corazón del ejército en Siffín, y después del incidente de arbitraje, criticó severamente al consejo de arbitraje y sus medidas en un sermón.
A pesar de que, según Wilfred Madelung, Hasan estaba en contra de las políticas de Ali en la lucha contra los oponentes, debido a que Hasan creía que estas guerras causarían división en la comunidad islámica, Pero Rasul Ya'farian, el historiador chiita, considera la narración de la oposición de Hasan a las políticas de Ali como una mentira; Debido a que Hasan era el representante de Ali en la Batalla de Yamal para juntar a la gente de Kufa y llevarlos a la campa de la batalla y animaba a la gente contra el ejército de Mu'awiya en Siffín. Además, En una carta a Mu'awiya al comienzo de su califato, Hasan enfatizó el derecho de la familia del Profeta al califato.
En el 10 de Yumada al-Awwal de 39 DH/el 2 de noviembre de 658 DC, Ali nombró a Hasan como su testamentario en sus propiedades de waqf.
Después de que mataron a Ali ibn Abi Tálib, Hasan toleró a su asesino, Ibn Mulyam y lo mató sólo con un golpe de acuerdo según el testamento de su padre.

## Califato

### Juramento de lealtad por los Kufanos
Después de que Ali ibn Abi Tálib fuera asesinado en el 21 de Ramadán del 40 DH/28 de enero del 661 DC, los Kufanos vinieron a jurar lealtad a Hasan. Algunos historiadores han dicho que Ali su mismo no nombró un sucesor. Según Wilfred Madelung, el hecho de que Ali no designara oficialmente a Hasan como su sucesor no significa que no estuviera interesado en esto. Pero los historiadores chiitas creen en que Ali presentó a Hasan como su sucesor y próximo imán en varios puestos. Por ejemplo, Mortadza Amili ha narrado 15 informes de fuentes chiitas y sunitas, con el contenido del recomiendo o testamento de Ali ibn Abi Tálib de jurar lealtad a Hasan después de él.
Al comienzo del califato de Hasan, las condiciones sociales de Irak y el estatus de quienes le juraban lealtad eran muy complejos y diversos. Había varios grupos de personas en Irak en ese momento: el primer grupo eran los seguidores de Hasan y Ahl al-Bayt, quienes lo consideraban como un Imán nombrado por Dios y sucesor de su padre, Ali ibn Abi Tálib; El segundo grupo era los Jariyistas, cuya principal preocupación era luchar con Mu'awiya de cualquier manera; el tercer grupo eran los oportunistas y buscadores de botín; El cuarto grupo eran personas que no podían reconocer la verdad; Y el quinto grupo eran personas que se adhirieron a las costumbres tribales.
Hasan pronunció un discurso en el que mencionó el mérito de su padre y su familia y su profunda relación con Muhammad, afirmando que la condición para aceptar el califato era la obediencia de todos a sus órdenes y decisiones. Después de terminar el sermón, Ubaidullah ibn Abbas llamó a la gente a jurar lealtad a Hasan.
Qays ibn Sa'd fue la primera persona en jurarle lealtad. Durante el juramento de lealtad, además de actuar de acuerdo con el Corán y la Sunna de Mahoma, Hasan puso como una condición que va a luchar con aquellos que consideran permitido (halal) como lo que está prohibido (haram) por Dios. Se tomó una promesa de aquellos que juraron lealtad para luchar contra quien luche con Hasan y hacer las paces con quien esté en paz con él. Esta condición les hizo preguntarse si Hasan tiene la intención de hacer las paces con Mu'awiya bajo esta condición.
Un grupo consideró las palabras de Hasan como un intento de hacer las paces con Mu'awiya y rechazó el juramento y fue a Husáin para jurar lealtad, pero Husáin se consideró a su mismo como un obediente a su hermano mayor, con consecuencias, regresaron y juraron lealtad a Hasan.
Según Ibn Abi al-Hadid, el número de personas que juraron lealtad a Hasan era más de 40 mil, quienes también habían jurado lealtad a Ali anteriormente.

### Después de jurar lealtad
Después del juramento popular de lealtad, Hasan envió a sus agentes a los territorios islámicos, salvo Siria y Egipto, que estaban bajo el control de Mu'awiya, manteniendo a la mayoría de los gobernadores anteriores en sus cargos.
Según los informes históricos, Hasan no tomó ninguna decisión de guerra o de paz durante casi 50 días o más después de jurar lealtad. Tras llegar la noticia de la muerte de Ali ibn Abi Tálib, Mu'awiya envió sus espionajes a Irak y a las ciudades de Kufa y Basora. Al Conocer el asunto, Hasan arrestó y ejecutó al espía enviado a Kufa, que era de la tribu Himyar, ordenando al gobernador de Basora que hiciera lo mismo con el otro espía que era de la tribu de Bani Qayn.
Hasan e Ibn Abbas cada uno escribieron cartas a Mu'awiya, condenando sus medidadas. En su carta, Hasan amenazó a Mu'awiya con la guerra si continuaba sus actividades. La continuación y la ampliación de los actos por parte de Mu'awiya hizo que Hasan advirtiera a Mu'awiya en una carta detallada.
Hasan indicó su derecho en el califato, recordando su alta posición y la de su familia y llamó a Mu'awiya a obedecerlo y lo amenazó con que la continuación de su comportamiento conducirá a la guerra. En respuesta, Mu'awiya consideró su mayor edad y más experiencia en el gobierno como la razón de su superioridad sobre Hasan y continuó tratando de reprimir a Hasan mediante amenazas, sobornos y engaños. Según algunos informes, Mu'awiya amenazó con matar a Hasan en una carta y después de este Hasan se vestía una armadura debajo de su ropa para protegerse del peligros posibles.
Según fuentes históricas, los representantes de Mu'awiya vinieron a Hasan, dando el mensaje de que si hace las paces, se le dará lo que quiera del tesoro de Irak y Mu'awiya consultará con él sobre asuntos del gobierno y después de la muerte de Mu'awiya, se convertirá en el califa.
Según Hay Manuchehri, las medidas violentas de Mu'awiya era para provocar a Hasan a la guerra; Porque Mu'awiya con su gran ejército consideró la guerra como un evento exitoso, teniendo en cuenta las diferencias en el ejército de Hasan, lo que él mismo las provocó.

### Preparación de las fuerzas militares contra Mu’awiya
Cuando Hasan no contestó a las cartas de Mu’awiyah, le escribió una carta más amenazante y comenzó preparando a su ejército para la probable guerra. Según Vaglieri, las fuentes islámicas no mencionan todos los detalles de los conflictos entre Hasan y Mu’awiya, pero está claro que Mu’awiya no reconoció el califato de Hasan en su correspondencia y discursos y comenzó convocando a las fuerzas armadas de Siria, Palestina y Jordán Oriente.
Al principio, se intercambiaron cartas polémicas entre Hasan y Mu’awiya y Ubaidulla ibn Abbas y Mu’awiya acerca de la presencia de espionajes de Mu’awiya en Kufa y Basora. Según Abulfaray Esfahani, expresar los problemas relacionados con el periodo del Califato de Ali provocó la continuación de la escritura de cartas.
Después de todo, Mu’awiya se trasladó a Mada'in con un ejército encabezado por Abdulla ibn Amir. Hasan, que conocía la intención de Mu’awiya, preparó a la gente para la guerra durante un discurso. Al principio, el pueblo iraquí insistió en la guerra, pero cuando vieron al ejército sirio, tuvieron miedo de luchar. Consciente de las diferencias entre los que le juraron lealtad, Hasan trató de reducir los desacuerdos de sus fuerzas. Una de sus medidas al respecto fue subir los salarios de los soldados. Por orden de Hasan, Huyr ibn Adi y unos de sus compañeros fueron asignados para equipar al ejército.
Durante el califato de Ali, cuarenta mil guerreros le fueron leales y Hasan podía contar con ellos. Por supuesto, Mu’awiya trató de reducir las fuerzas militares de Hasan, garantizando la vida de los que temían las consecuencias de la derrota de Hasan.
Hasan ordenó a Mugayra ibn Naufil que animara a los kufanos a luchar y él mismo se fue a Mada'in. En Nujayla Hasan junto con los comandantes del ejército, incluido Qays ibn Sa’d al-Ansari, intentaba reunir a las fuerzas. Sin embargo, al contrario del número de los que le juraron lealtad, no se juntaron muchas fuerzas.
En Sabat, cuando había una disputa entre los soldados, Hasan expresó un discurso para resolverlo, pero el ejército imaginó que Hasan estaba pensando en la paz, y este provocó un desacuerdo más fuerte entre las fuerzas, acusándole de incredulidad y atacando a su tienda. Hasan se escapó de la escena con unos de sus compañeros, pero por la noche, uno de los Jariyistas, llamado Yarrah ibn Sanan, acometió a Hasan y lo hirió.
Después Mu’awiya publicó la noticia del ataque a Hasan, en cosecuencias el ejército de Hasan fue dispersado. Mu’awiya avanzó hasta donde acampaban las fuerzas de Ubaidulla ibn Abbas. Allí las negociaciones entre los dos ejércitos, que había comenzado antas, dieron sus frutos.
Mu’awiya estaba tratando de separar a los comandantes de Ubaidulla ibn Abbas de Hasan. Una de sus medidas al respecto fue que le escribió una carta a Ubaidulla, diciendo que Hasan había pedido la paz a Mu’awiya, y si Ubaidulla cooperaba con Mu’awiya, lo recompensaría con un millón de dirhames y le daría alta posición.
Ubaidulla, que había creído este rumor, dio una respuesta positiva a Mu’awiya para conseguir su beneficio personal y se unió a Mu’awiya por la noche con casi dos tercios del ejército, que eran unos ocho mil soldados. Después de la noticia de que Ubaidulla y sus compañeros se unieron al ejército de Mu’awiya, a pesar de los esfuerzos de Qays ibn Sa’d, aumentó la disensión en el ejército de Hasan.
Tras estos hechos, los ancianos de las tribus iraquíes enviaron una carta a Mu’awiya y le expresaron su apoyo e incluso exigieron el arresto de Hasan ibn Ali. Mu'awiya también trató de seducir a Qays ibn Sa'd, pero no tuvo éxito.
Cuatro mil soldados apoyaron a Qays ibn Sa’d, diciendo: "O sigue al Imán extraviado (Mu'awiya) u obedece mis palabras de que no soy un Imam". Según Vaglieri, estas cuatro mil personas estaban preparado para luchar, pero al final Qays aceptó la paz.
La noticia de la separación de Ubaidulla del ejército de Hasan llegó a Mada'in y el ejército imaginó que Qays también dejaría a Hasan, lo que provocó más discordia. Según las fuentes, después de que el rumor de la muerte de Qays se extendió en Mada'in, la gente atacó a la tienda de Hasan y la saqueó. El ejército de Hasan no quería pelear y poco a poco se volvieron fanático de Mu’awiya.

### La paz con Mu’awiya
La paz entre Hasan y Mu’awiya impidió la guerra entre el ejército de kufa y el de Sham, y según eso, el califato fue transferido de Hasan a Mu’awiya con condiciones determinadas. Este incidente ocurrió en Rabi al-Zani de 41 DH/ agosto de 661 DC, después de siete meses desde el comienzo del califato de Hasan.
Mu’awiya le envió a Hasan a dos representantes llamados Abdullah ibn Amir y Abd al-Rahman ibn Samara con el mensaje de aceptar todas las condiciones del acuerdo. Para bajar la moral de Hasan, Mu’awiya también le envió las cartas de los ancianos de las tribus en las que habían declarado su apoyo a Mu’awiya.
Para evitar el derramamiento de sangre, los representantes de Mu’awiya anunciaron que Hasan se convertiría en califa después de Mu’awiya. En esta situación, el ejército de Hasan no estaba en buenas condiciones y Hasan también estaba decepcionado con ellos y no veía la capacidad de luchar en el ejército. En tal situación, Hasan tuvo que aceptar la paz para salvar a los musulmanes y la comunidad islámica. Por lo tanto, le envió a sus representantes a Mu’awiya, expresando sus condiciones de la paz.
Hasan una vez más le envió a su representante a Mu'awiyah para enfatizar los términos y luego de la aceptación de dos partes, se redactó el documento de paz. En fuentes históricas, los términos de la paz se han expresado de manera contradictoria. Los historiadores no se ponen de acuerdo sobre el contenido del tratado de paz y han informado diferentes condiciones.
Los términos del acuerdo con las diferencias son los siguientes:
1. El gobierno se entrega a Mu’awiya con la condición de que siga El Corán y la Sunnah del Profeta del ISlam[51] y el camino de los califas ortodoxos.[52]
2. Después de Mu’awiya, Hasan llega al poder[53] y si algo le pasa a Hasan, su hermano Husáin se pone el califa[54] y Mu’awiya no tiene derecho a nombrar a alguien como su sucesor y el nombramiento del próximo califa es la responsabilidad del consejo.[51]
3. Mu’awiya debe dejar de insultar y maldecir a Ali ibn AbiTalib en los sermones[55] y recordarlo bien.[51]
4. No es necesario para Hasan que llame a Mu’awiya como Amir al-Mu'minin (Príncipe de los creyentes), y Hasan no debe testificar ante él.
5. La bayt al-mal (la casa del dinero) de Kufa, cuyo saldo era de cinco millones de dirhames, no se entrega al gobierno de Mu’awiya.[56] Y Mu’awiya debe otorgar a Hasan cinco millones de dirhames anuales del tributo de la tierra de Dar al-Harb[57] y pagar dos millones de dirhames anuales a Husáin[58] y dividir un millón de dirhames entre las familias de los mártires que lucharon junto a Ali en la Batalla de Yamal y Siffín[59] y todo esto debe provenir del tributo de Darabyerd.[55]
6. Las personas de todas las razas y en todas las tierras islámicas (Sham, Irak, Yemen y Hiyaz) deben estar en salvo y Mu’awiya debe ignorar sus deslices y no castigar a nadie por rencores pasados.[51][60]
7. Los compañeros de Ali deben estar seguros dondequiera que estén, y ninguno de los chiitas de Ali deben ser acosado o dañado.[61][62]
8. No debe realizar ninguna conspiración secreta o pública para matar a Hasan ibn Ali y su hermano Husáin o a cualquiera de los miembros de Ahl al-bayt, y no debe hacerse amenazas contra ellos.[52]

La gente de Basora no aceptó que los impuestos de las regiones iraníes se entregara a Hasan, considerándolos como propios. Según Vaglieri, predeterminar al futuro califa no era común entre los musulmanes de esa época y estaba claro que Mu'awiya enfrentaría problemas posteriores con respecto a la aceptación pública del tema por parte de la comunidad musulmana. Una carta de Mu’awiya indica que esta condición se cumpliría en el futuro, pero no se tomó ninguna garantía firme por Mu’awiya al respecto.
Finalmente, el acuerdo de paz fue firmado entre dos partes a finales de la primera mitad del 41 DH. Según la enciclopedia del Islam, el hecho de que Mu'awiya se comprometió a ser el califa legítimo no significa que siguió las políticas de Ali.

## Consecuencias de la paz
Según Madelung, después del final de la guerra, Mu'awiya vino a Kufa con su ejército y durante la ceremonia de entrega del califato, le pidió a Hasan que se disculpara con él. Pero Hasan se lo negó, diciendo que él y Husáin son los únicos nietos de Mahoma y a pesar de que el califato les pertenece, lo dejó a él para evitar el derramamiento de sangre en la Umma islámica.
Según Mahdavi Damghani, después de entrar a Kufa, Mu'awiya le pidió a Hasan que jurara lealtad, pero Hasan estipuló que Mu'awiya debería dejar de insultar a Ali ibn Abi Talib y garantizar la seguridad de los chiitas. Al principio, Mu'awiya no quería dejar vivo a Qays ibn Sa’d, pero con la insistencia de Hasan, lo accedió, y luego Hasan le juró lealtad, y Husáin y Qays también le juraron lealtad con la insistencia de Hasan.
Según Hay Manuchehri, en el primer sermón de Kufa, Mu'awiya fingió que Hasan pedía la paz, insultando a Ali ibn AbiTalib. Husáin quería responderle, pero Hasan lo detuvo y dio un sermón sobre el tratado y la propuesta de paz por Mu’awiya, y luego, en respuesta al insulto de Mu’awiya a su padre, comparó su linaje familiar con Mu’awiya, lo que lo molestó. Al día siguiente, Hasan partió de Kufa hacia Medina y permaneció allí hasta el final de su vida. Finalmente, Mu’awiya negó todas las promesas que aceptó en el acuerdo.
La paz de Hasan tuvo reacciones negativas entre algunos de sus seguidores. Unas chiitas que anteriormente habían sentado las bases para poner fin a la guerra o habían dejado a Hasan solo por otras razones, consideraban que su aceptación del tratado era un error. Estas posiciones hicieron que Hasan rompiera su silencio y expresara las razones de aceptar la paz. Entre los opositores a la paz estaban Sufyan ibn Layla (Abi Layla), Sulayman ibn Surad al-Juzai, Huyr ibn Adi, Abdullah ibn Zubayr, Adi ibn Hatam.
Después de la paz, Mu’awiya tomó varias medidas para evitar las rebeliones chiitas. Por ejemplo, expulsó algunas tribus chiitas de Kufa y las reemplazó con tribus de Siria, Basora y Mesopotamia. Así, en el 41 DH/661 DC, Mu’awiya tomó el control de todo el territorio islámico y convirtió el gobierno en el califato omeya.
Mu’awiya y sus sucesores ejercieron la presión más severa sobre la familia de Ali y sus seguidores. Maldecir a Ali se convirtió en algo necesario en las oraciones congregacionales.
Mu'awiya gobernaba hasta su muerte en el 600 DH/680 DC y trataba de preparar el terreno para la transferencia del califato a su hijo Yazid. Esto hizo que los ancianos de la comunidad islámica se lo opongan a Mu'awiyah. Husáin ibn Ali y sus partidarios chiitas querían que Mu’awiya se adhiriera al tratado de paz de no nombrar un sucesor, y otro grupo como Abdullah ibn Zubayr y Abdullah ibn Umar querían establecer un consejo para nombrar un califa. La transferencia hereditaria del califato a Yazid provocó la segunda guerra civil dentro de la Umma islámica, que comenzó en el 60 DH/680 DC con el levantamiento de Husáin ibn Ali.

## Después de renunciar al califato
Después de renunciar al califato, Hasan se fue a Medina. En el camino hacia Qadisiyya, recibió una carta de Mu'awiya pidiéndole que lo ayudara en la guerra contra uno de los Jariyistas llamado Ibn Hansa al-Ta'i. Hasan le respondió que ha dejado de luchar para establecer la paz, por lo tanto no participará en la guerra. Hasan vivía pacíficamente en Medina y no interfirió en los asuntos políticos.
Sin embargo, la falta de adhesión al acuerdo por Mu’awiya hizo que Hasan criticara su actuación y comportamiento. Aparentemente, Mu’awiya estaba tratando de mantener el respeto de Hasan, pero al mismo tiempo, estaba tratando de reducir su popularidad pública. Una de las críticas más importantes de Hasan hacia Mu’awiya era la planificación para que Yazid sea su sucesor.Según la Gran Enciclopedia Islámica, Hasan creía que no debería haber un levantamiento hasta la muerte de Mu’awiya. Cuando salió de Kufa, les dijo a sus compañeros que se prepararan para el levantamiento en el momento adecuado. Mu’awiya quería que Hasan cooperara con él, pero Hasan, recordándole las condiciones del acuerdo, se lo negó, sin producir un problema en sus relaciones. Cuando Mu’awiya vio que Hasan no apoyaba a su califato, la relación entre ellos se tornó tensa.

## Envenenamiento
Según la famosa opnion, la muerte de Hasan al-Muytaba era en el 28 de Safar del año 50 DH. Según Sheij Mufid, Hasan tenía 48 años en el momento de su muerte; Y según otros informes sobre su muerte, su edad era 46, 47 o 58 años. Al-Zahabi considera la narración de 58 años ciertamente incorrecta.
Según Madelung en la Enciclopedia Iranica, la mayoría de las fuentes antiguas consideran el envenenamiento como la causa de la muerte de Hasan, y la esposa de Hasan, Y'uda, la hija de Ash'az ibn Qays, el líder de la tribu Kinda, como envenenador. Este envenenamiento se llevó a cabo durante un largo tiempo. Ibn sa’d considera la duración casi cuarenta días. Según algunas fuentes, Hasan fue envenenado varias veces antes, pero no causó la muerte.
Hay otros informes de que Hasan fue envenenado por otra de sus esposas, Hind, hija de Suhayl ibn Amr. Sin embargo, según la mayoría de las tradiciones, el instigador del envenenamiento era Mu’awiya. Él, que estaba preparando el califato de Yazid, asesinó al principal rival de su hijo.
Según Madelung, Muhammad ibn Yarir al-Tabari, el famoso historiador sunnita, no indicó el incidente del envenenamiento de Hasan en su libro por temor a crear división entre los musulmanes. También algunas otras fuentes sunnitas consideraron que la enfermedad y la muerte de Hasan eran naturales e incluso la mencionaron como una tuberculosis.
En 2016, el grupo de investigación de Nicole Burke y sus colegas de la Universidad de Nashua en los Estados Unidos, al examinar evidencia médica de toxicología y documentos históricos, anunció que la causa de la muerte de Hasan Ibn Ali fue envenenamiento con veneno de calomelanos (con la fórmula química de Hg2Cl2) fabricado en Bizancio.

## Funeral
Según fuentes históricas, Hasan había hecho testamento de que se enterrara junto a la tumba de su abuelo Muhammad. A pesar de que Sa’id ibn ’As, el gobernador de Medina, no lo impidió, Aisha y Marwan ibn Hakam acordaron evitar que Hasan fuera enterrado junto a la tumba del Profeta del Islam.
Según otro informe, Hasan había hecho testamento de que su cuerpo fuera llevado a la tumba del Profeta para renovar su voto y luego enterrara junto a su abuela, Fátima bint Asad. Marwan juró que no permitiría que Hasan fuera enterrado junto a Muhammad debido al entierro de Uzmán en al-Baquí, e impidió enterrarlo con mil hombres armados. Según Abul Faray Esfahani, a pesar de la enemistad entre Aisha y los omeyas, contribuyeron en este tema.
La disputa sobre el entierro de Hasan estaba a punto de conducir a la guerra. Por supuesto, Hasan había hecho testamento que, si se oponía a ser enterrado junto a la tumba del Profeta, debería ser enterrado en al-Baquí. Según algunas narraciones, Abu Huraira y Muhammad ibn Hanafiyya y otros convencieron a Husáin de enterrar a Hasan en al-Baquí.
Después de la muerte de Hasan, las mujeres de Banu Hashim hicieron luto por él durante un mes, y la gente de La Meca y Medina lloraron por él siete días y noches y cerraron los mercados. Debido a la insistencia de Marwan en no enterrar a Hasan junto a Mahoma, Mu’awiya le otorgó de nuevo el emirato de Medina. La tumba de Hasan que se convirtió en un lugar de peregrinación especial para los chiitas y se construyó una gran cúpula sobre ella, fue destruida dos veces por los wahabíes en 1806 y 1927 DC.
Según algunos informes, cuando querían enterrar a Hasan, Aisha montó una mula y con el apoyo de Bani Umayya y Marwan incitó a la gente a evitar que Hasan fuera enterrado junto a la tumba de  su abuelo, diciendo: "Lo juro por Dios, no dejaré que entierren a Hasan aquí mientras haya pelos en mi cabeza". En este momento, Ibn Abbas dijo: "Un día monta un mulo y un día monta un camello", es decir, un día monta un camello y va a luchar con Ali, y un día monta un mulo y ataca al cuerpo de Hasan ibn Ali. Según la historia de Ibn Asakir, debido al ataco el féretro de Hasan recibió setenta flechas.

## Familia

### Esposas
Según informes históricos, Madelung establece el orden histórico de los matrimonios de Hasan y, según eso, Hasan se casó con seis mujeres, a saber, Yu’da bint Ash'az, Umm Bashir bint Uqba ibn Amr, Jaula bint Mandhur ibn Zaban, Hafsa, la nieta de Abu Bakr, Umm Ishaq bint Talha y Hind bint Suhail ibn Amr. Hasan también tuvo hijos de algunas de sus siervas.
Madelung describe el arreglo de los matrimonios de Hasan de la siguiente manera:
1- Matrimonio con Yu’da tras la llegada de Ali ibn Abi Talib a Kufa.
2- Matrimonio con Umm Bashir antes de la batalla de Siffín.
Según Madelung, estos dos matrimonios se realizaron a pedido de Ali ibn Abi Talib y con motivos políticos.
3- Matrimonio con Jaula durante su califato y tras regresar a Medina.
4- Matrimonio con Hafsa en Medina.
5- Matrimonio con Umm Ishaq en Medina.
6- El último matrimonio de Hasan con Hind tuvo lugar en Medina.
Se han citado varias narraciones sobre el número de esposas e hijos de Hasan, y algunos informes mencionan sus numerosos matrimonios y divorcios. Pero Abdullah, el nieto de Hasan, narra que Hasan tenía sólo cuatro esposas oficiales, tanto como el límite establecido en la ley islámica.
El tema de los matrimonios de Hasan al-Muytaba ha sido objeto de críticas históricas, documentales y de contenido en fuentes antiguas y en algunas fuentes nuevas. Baqir Sharif Qarashi, el historiador chiita, al exponer las razones de probar y negar del tema, critica la autenticidad de las narraciones al respecto, concluyendo que estos hadices son falsos y sugiere que fueron falcificados por los abasíes contra los descendientes de Hasan. Ali Akbar Ghaffari y Wilfred Madelung también brindan una crítica de contenido y documental sobre los informes.
Madelung considera el informe de Ibn Sa'd como el más confiable al respecto, según el cual Hasan tenía seis esposas permanentes y tres esposas temporales y Muhammad Ibn Kalbi era la primera persona en publicar el rumor de que Hasan tenía 90 esposas, sin embargo no nombra a más de once mujeres, cinco de las cuales son sospechosas del matrimonio de Hasan. Según Madelong en la enciclopedia Iranica, Hasan trataba a sus mujeres con tolerancia y respeto, al igual que con los demás.

### Hijos
El número de sus hijos e hijas se mencionan de manera diferente en las fuentes: Ibn Sa’d: 9 hijas y 16 hijos; Mus’ab ibn Abdullah: 6 hijas y 11 hijos; Baladhuri: 2 hijas y 9 hijos; Yaqubi: 8 hijos; Sheij Mufid: 7 hijas y 8 hijos; Ibn Shahr Ashub: 7 hijas y 14 hijos. Así que Mohammad Taqi Shushtari, el erudito chiita, no ha dado una opinión definitiva sobre el número de sus hijos e hijas. Madelung menciona los nombres de 9 hijos y 4 hijas con cierta certeza:
Hijos: Zaid, Hasan al-Muzanna, Talha, Amr, Qasim, Abu Bakr, Abdul Rahman, Husáin al-Azram, Abdullah.
Hijas: Umm Al-Husáin, Fátima (Umm Abdullah), Ruqayya y Umm Salama.
Hasan y Husáin fueron los únicos descendientes varones del Profeta del Islam de los que procedían las siguientes generaciones. Por lo tanto, cada persona cuyo linaje llega a Muhammad relaciona con Hasan o Husáin . En este sentido, Hasan y Husáin son diferentes de sus hermanos adoptivos, como Muhammad ibn Hanafiyya.
Los hijos de Hasan siempre tuvieron una posición importante en la sociedad de esa época. Entre ellos, Zayd estuvo a cargo de las caridades de Mahoma, el Profeta del Islam, y en sus noventa años de vida, manejaba muchos cargos gubernamentales. Hasan ibn Hasan, apodado Hasan al-Muzanna, también estaba a cargo de las caridades de Ali ibn Abi Talib. Varios de los hijos de Hasan estaban presentes en la batalla de Karbala. Amr, Abu Bakr y Qasim estaban entre los muertos en la batalla, y Hasan ibn Hasan también fue uno de los heridos.
Hasan tenía otro hijo llamado Abdullah, que fue asesinado en Karbala en infancia.232 Abd al-Rahman también acompañó a Husáin ibn Ali en el viaje del Hayy, pero murió en la región de Abua. La generación de Hasan ibn Ali continuó a partir de sus cuatro hijos, Hasan, Zayd, Amr y Husáin al-Azarm, auonque más tarde las generaciones de Husáin al-Azarm y Amr se extinguieron.

## Características morales
Según una narración reportada por fuentes chiitas y sunitas, Hasan al-Muytaba era similar al Profeta en términos de apariencia y moral, hasta que se narra un hadiz de Mahoma al respecto.
Hasan era muy diligente en el desempeño de sus deberes religiosos y fue varias veces a pie al Hayy. [235] Sus cualidades morales más destacadas son la paciencia y tolerancia. Su comportamiento era cortésmente aun cuando lo insultaron. Se trataba con tolerancia ante los enemigos, como lo que hizo ante los insultos de Marwan Ibn Hakam.
Según Hay Manuchehri, la tolerancia de Hasan en tales incidentes se debió a su inteligencia y correcta comprensión de las diferentes situaciones. Hasan creía que heredó su coraje de su padre Ali ibn Abi Talib, y Ali también elogió el coraje de Hasan. El ascetismo de Hasan era tal que distribuyó todas sus propiedades entre los pobres varias veces.

## El punto de vista de los sunnitas
Los sunnitas confirman la paz de Hasan ibn Ali, refiriéndose a un hadiz del Profeta del Islam sobre el establecimiento de la paz entre dos grupos. A pesar de considerar la legitimidad del califato de Mu’awiya, consideran que la paz de Hasan es una retirada voluntaria del califato. Según los sunnitas, la gente no puede destituir al califa de su cargo, y el propio califa no tiene derecho a renunciar si sabe que los musulmanes se ponen débiles y causa desacuerdo entre ellos debido a su renuncia. Los sunitas creen que si el califa sabe que renunciar al califato es lo mejor para los musulmanes y evita que sean asesinados, puede renunciar a su cargo. Esta opinión significa que Hasan ibn Ali no aceptó el acuerdo de la paz debido a la falta de apoyo de la gente, sino que eligió la paz voluntariamente.
Un grupo de los sunnitas, como Ibn Hayar Haytami, Ibn Kazir, Manawi, Qazi Ayad y Abu Bakr Ibn Al-Arabi, han citado una narración del Profeta del Islam en la que el Profeta predijo el califato después de él durante treinta años, y después que se ha referido al surgimiento de la monarquía y el reino en el Islam; así que el califato corto de Hasan ibn Ali ha sido considerado como la culminación del gobierno de treinta años de los califas. Entonces Hasan ibn Ali ha sido considerado por un grupo de eruditos sunnitas como uno de los califas ortodoxos.